# Улица Бояна
Улица Боя́на находится в исторической части Великого Новгорода, на Торговой стороне, в квартале к северо-востоку от Ярославого Дворища. Современное название улицы восстановлено в 1991 году, по решению Новгородского горсовета.

информационная табличка на доме № 11

## История
Впервые такая улица Новгорода упоминается в летописях под 1300 годом (на Бояни улке), по результатам дендрохронологии нижний ярус мостовой обнаруженный при раскопках относят к 1120-м гг. В исторических источниках наименование улицы известно в двух формах, как улица Бояна (например XIV веке), так и Буяна (XV—XVI вв.).

Пересечение улиц Бояна и Большой Московской, дом 11/11

В XVI веке на улице было 30 дворов. Современная трасса улицы близка историческому положению улицы определяемому археологическими раскопками и писцовыми книгами 1582/1583 года. Затем улицу называли Буяновской.
Название улице происходит от древнеславянского имени Боян. Евгений (Болховитинов) по поводу названия Буяновской улицы писал:

«Вам известно, что в Новгороде есть улица, издревле до ныне именуемая Буяна. А в летописце новгородцем, изданном с древнейшего „харатейного“ списка в Москве, улица сия называется Бояна. Поелику же в Новегороде многия улицы издревле прозваны именами знаменитых людей, как на примере: Добрынина, Янева, Рядедина, Боркова, Щеркова, Иворова, Коржова, Молоткова, Бордова, Ильина и другия; то для чего же не думать, что и Бояна прозвана от Бояна?» То есть названа по имени знаменитого сказителя и певца Киевской Руси «вещего Бояна».

В 1556 году, близ Волхова, на находившемся в то время здесь подворье Хутынского монастыря была выстроена церковь Богородицы Одигардии на Буяне улице, позднее после пожара была восстановлена и освящена во имя Тихвинской Иконы Божией Матери. В 1794 году церковь была разобрана вместе с постройками подворья Хутынского монастыря, в связи с новым регулярным планом застройки Новгорода Н. Чичерена 1778 года.

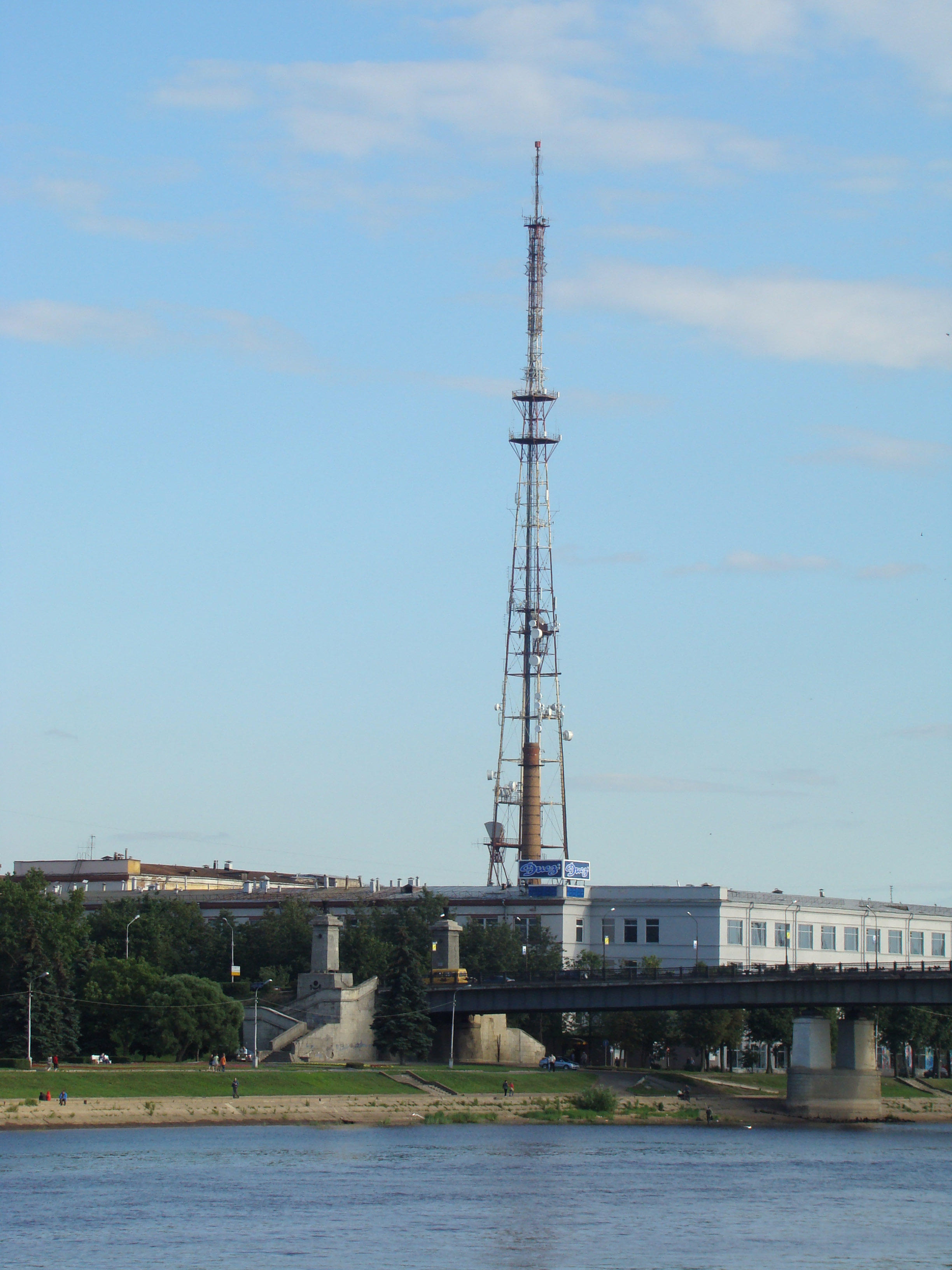
Новгородская телебашня, ул. Бояна 8а

дом 7a (банк)
Самое новое здание улицы

После Октябрьской революции 1917 года Буяновскую улицу, переименовали в улицу Обороны, а Рогатинскую улицу — в улицу Большевиков. 1 апреля 1946 года решением исполкома горсовета название «улица Большевиков» распространили и на современную улицу Бояна.
Современная трасса улицы проходит от набережной Александра Невского, проходящей вдоль правого берега Волхова, на юго-восток — до Большой Московской улицы, имеет пересечение с Дворцовой улицей. Среди группы строений Новгородского телецентра, находящихся по адресу улица Бояна, 8а, находится высочайшее сооружение исторической части города — Новгородская телебашня. Самым новым зданием на улице является банк (дом 7а).

## Здания и сооружения
По нечётной стороне:
- № 1/23 (угол с набережной Александра Невского) — бывший главный корпус подворья Хутынского монастыря, XIX век, объект культурного наследия регионального значения
- № 3 — бывший восточный корпус подворья Хутынского монастыря, XIX век, объект культурного наследия регионального значения
- № 5а/9 — дом А. П. Корлякова, середина XIX века, объект культурного наследия регионального значения
- № 7/12 (угол с Дворцовой улицей) — дом Г. А. Карпова, середина XIX века, объект культурного наследия регионального значения
- № 11/11 (угол с Большой Московской улицей) — гостиница Соловьёва (дом А. А. Соловьёвой), XIX век, объект культурного наследия регионального значения

По чётной стороне:
- № 6/10 (угол с Дворцовой улицей) — дом М. К. Александровой, середина XIX века, выявленный объект культурного наследия
- № 8а — Новгородский телецентр

## Буяный раскоп
В 1967 году группа археологов Новгородской археологической экспедиции под руководством В. Л. Янина и А. С. Хорошева провела раскопки на площади 160 м² на территории современного Телецентра.
В ходе изысканий были обнаружены остатки настилов мостовой древней Буяной улицы. Изучены остатки усадебной застройки. Среди множества находок было также найдено 9 берестяных грамот.